# Il sentiero degli Apaches
Il sentiero degli Apaches (California Passage) è un film del 1950 diretto da Joseph Kane.
È un western statunitense ambientato nel 1850 con Forrest Tucker, Adele Mara, Estelita Rodriguez e Jim Davis.

## Produzione
Il film, diretto da Joseph Kane su una sceneggiatura di James Edward Grant, fu prodotto dallo stesso Kane, come produttore associato, per la Republic Pictures e girato nell'Iverson Ranch a Chatsworth, Los Angeles e a Kernville, California, dal 20 marzo a metà aprile 1950. Il titolo di lavorazione fu The Golden Tide.

## Distribuzione
Il film fu distribuito con il titolo California Passage negli Stati Uniti dal 15 dicembre 1950 al cinema dalla Republic Pictures.
Altre distribuzioni:
- in Francia il 20 settembre 1951
- in Germania Ovest il 30 novembre 1951 (In der Hölle von Missouri)
- in Austria nel febbraio del 1952 (In der Hölle von Missouri)
- in Francia il 7 marzo 1952 (La ruée vers la Californie)
- nelle Filippine il 1º aprile 1952
- in Danimarca il 18 agosto 1952 (Duel i bjergene)
- in Giappone il 17 marzo 1959
- in Finlandia il 16 settembre 1960 (Henkipattojen kaupunki)
- in Brasile (Califórnia, Terra da Cobiça)
- in Italia (Il sentiero degli Apaches)

## Promozione
Le tagline sono:
- TOGETHER...THEY COULD LICK THE WEST!
- LOVE...BIGGER THAN THE LAW!
- IT WAS EACH MAN FOR HIMSELF...AND THE WOMAN HE LOVED!